# Бернский процесс

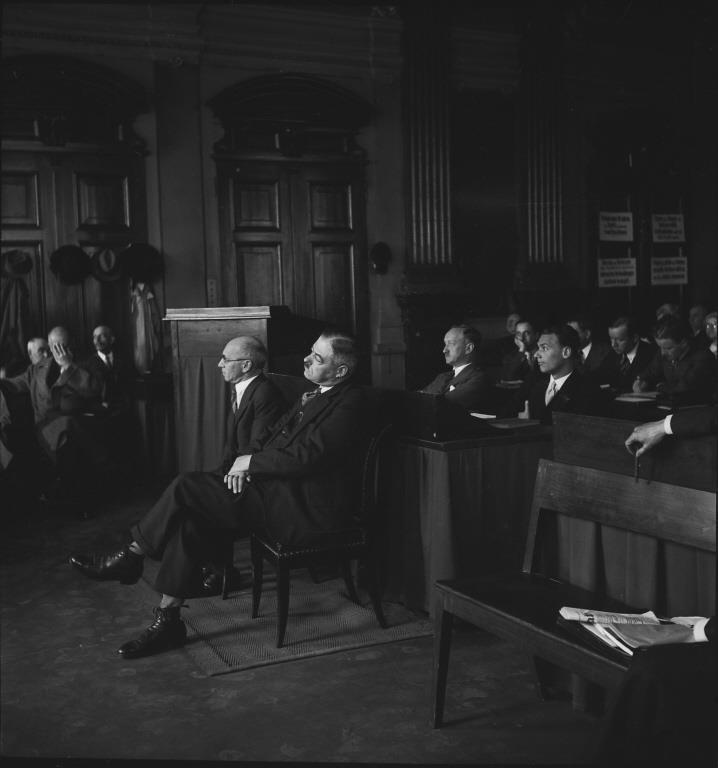
Бернский процесс

Бернский процесс (Бернский суд, нем. Berner Prozess) — судебный процесс в Берне (Швейцария) (1934—1935), инициированый еврейскими организациями против публикации нацистами «Протоколов сионских мудрецов». Процесс вызвал огромный интерес во всём мире, на нём присутствовали многочисленные журналисты.
Суд признал, что «Протоколы» являются фальсификацией и плагиатом. 

## Процесс
В Швейцарии еврейские организации выступили против публикации «Протоколов» Национальным фронтом и подали на издателей в суд. На процессе, который проходил в Берне в октябре 1934 года и мае 1935 года, было проведено расследование происхождения «Протоколов». Процесс вызвал огромный интерес во всём мире, на нём присутствовали многочисленные журналисты. 
В качестве свидетелей вызывались, в числе прочих, русские эмигранты, имевшие в конце XIX века контакты с работниками парижского бюро русского Охранного отделения. 
Согласно показаниям Екатерины Радзивилл, «Протоколы» были сфабрикованы по указанию главы парижского филиала охранки Петра Рачковского. Екатерина Радзивилл утверждала, что русский журналист Матвей Головинский показал ей в её парижской резиденции копию «Протоколов», которую он написал в 1904—1905 годах с помощью Рачковского и Мануйлова (впоследствии версия об авторстве Головинского подтверждалась другими исследователями). Эта версия, однако, противоречит тому, что первый вариант «Протоколов» появился в печати в 1903 году в журнале «Знамя». 
Один из координаторов Бернского процесса историк-архивист Борис Николаевский в частном письме писал, что «Рачковский ни при каких обстоятельствах не мог быть причастным к подготовке протоколов», однако высказывать своё мнение на суде не стал, так как «это был бы удар в спину для русских экспертов и объективно дезорганизовало бы кампанию против Гитлера».
Суд своим решением признал, что «Протоколы» являются фальсификацией и плагиатом, и, таким образом, это произведение подпадало под действие Бернского закона о «непристойной литературе». 
По причине неточности трактовки слова «непристойный» Бернским судом приговор был частично отменён апелляционным судом в Цюрихе в ноябре 1937. При этом апелляционный суд отказал ответчикам в возмещении убытков, а в заключительной речи судьи подтвердили сфабрикованный характер «Протоколов». 
Леонид Кацис указывает, что заявление сторонников подлинности «Протоколов сионских мудрецов» о том, что решение суда в Берне, установившего их подложность, будто бы было отменено вышестоящим судом, не соответствует действительности. Он утверждает, что был отменён лишь 1 пункт из 11 — о запрете на их распространение.
Владимир Бурцев, один из свидетелей на Бернском процессе, выпустил книгу «Протоколы сионских мудрецов. Доказанный подлог», где ещё раз привёл доказательства того, что «Протоколы» являются сфабрикованной фальсификацией и не имеют никакой исторической достоверности.